# Milan Ivana
Milan Ivana (* 26. listopadu 1983, Kálnica, Československo) je slovenský fotbalový útočník a někdejší reprezentant. Momentálně hraje v německém klubu SV Elversberg.
Za rok 2004 vyhrál cenu Petra Dubovského, která se na Slovensku uděluje nejlepšímu slovenskému hráči do 21 let.

## Klubová kariéra
Z prvoligového Trenčína přestoupil v lednu 2004 do 1. FC Slovácko. V sezoně 2005/06 se stal s 11 góly nejlepším střelcem české Gambrinus ligy. V létě 2007 absolvoval několik herních testů v zahraničních klubech (např. v německé Borussii Mönchengladbach), ale v žádném z nich neuspěl. Proto se vrátil do Slovácka a po vleklém jednání nakonec odešel na hostování do Slavie. V týmu nakonec zůstal na trvalo a v sezonách 2007/08 a 2008/09 získal se Slavií mistrovský titul.
V létě 2009 přestoupil do slovenského klubu ŠK Slovan Bratislava, se kterým na jaře 2011 vybojoval ligový titul a domácí pohár. V sezóně 2011/12 však nedostával mnoho příležitostí na hřišti, navíc si poranil lýtkový sval a byl přeřazen do B-týmu.
V lednu 2012 se dohodl s třetiligovým klubem SV Wehen Wiesbaden na hostování do konce sezóny 2011/12 s následnou opcí. Opce byla využita a Milana odehrál ve Wiesbadenu i sezónu 2012/13. 
Po jejím skončení byl v červenci 2013 na testech v jiném německém třetiligovém klubu SV Darmstadt 98, kde uspěl a podepsal smlouvu na jeden rok. V 1. kole německého poháru (DFB-Pokal) 4. srpna 2013 proměnil v penaltovém rozstřelu svůj pokus - vítěznou penaltu na 5:4, Darmstadt vyřadil Borussii Mönchengladbach a postoupil do druhého kola. V sezóně 2014/15 vybojoval s Darmstadtem postup do 1. německé Bundesligy. V Bundeslize nastoupil za Darmstadt pouze na dvě minuty a po sezoně přestoupil do dalšího německého klubu SV Elversberg, za který hrál 4. nejvyšší soutěž v Německu.

## Reprezentační kariéra

### Mládežnické reprezentace
Ivana působil v některých mládežnických reprezentacích Slovenska. V roce 2002 se zúčastnil Mistrovství Evropy hráčů do 19 let v Norsku, kde získal s týmem bronzové medaile.
Díky 3. místu z ME U19 2002 postoupilo Slovensko o rok později na Mistrovství světa hráčů do 20 let 2003 ve Spojených arabských emirátech, jehož se Ivana také zúčastnil (Slovensko prohrálo v osmifinále 1:2 po prodloužení s Brazílií).

### A-mužstvo
V roce 2004 byl povolán do A-mužstva Slovenska, kde debutoval 31. března v přátelském zápase proti hostujícímu Rakousku (remíza 1:1). Milan Ivana se dostal na hřiště v 66. minutě, když střídal Rastislava Michalíka. Druhý a poslední zápas v národním dresu absolvoval 10. 12. 2006 v přátelském střetnutí proti týmu Spojených arabských emirátů (výhra 2:1).

## Úspěchy

### Klubové
SK Slavia Praha
- 2× vítěz 1. české ligy (2007/08, 2008/09)

ŠK Slovan Bratislava
- 1× vítěz 1. slovenské ligy (2010/11)
- 2× vítěz slovenského poháru (2009/10, 2010/11)

SV Darmstadt 98
- 1× postup do 1. německé Bundesligy (2014/15)

### Reprezentační
- 3. místo na Mistrovství Evropy U19 (2002)

### Individuální
- 1× Cena Petra Dubovského (nejlepší slovenský fotbalista do 21 let) - 2004 [1]
- 1× nejlepší střelec české ligy (2005/06 - 11 gólů)